# Hartmanice

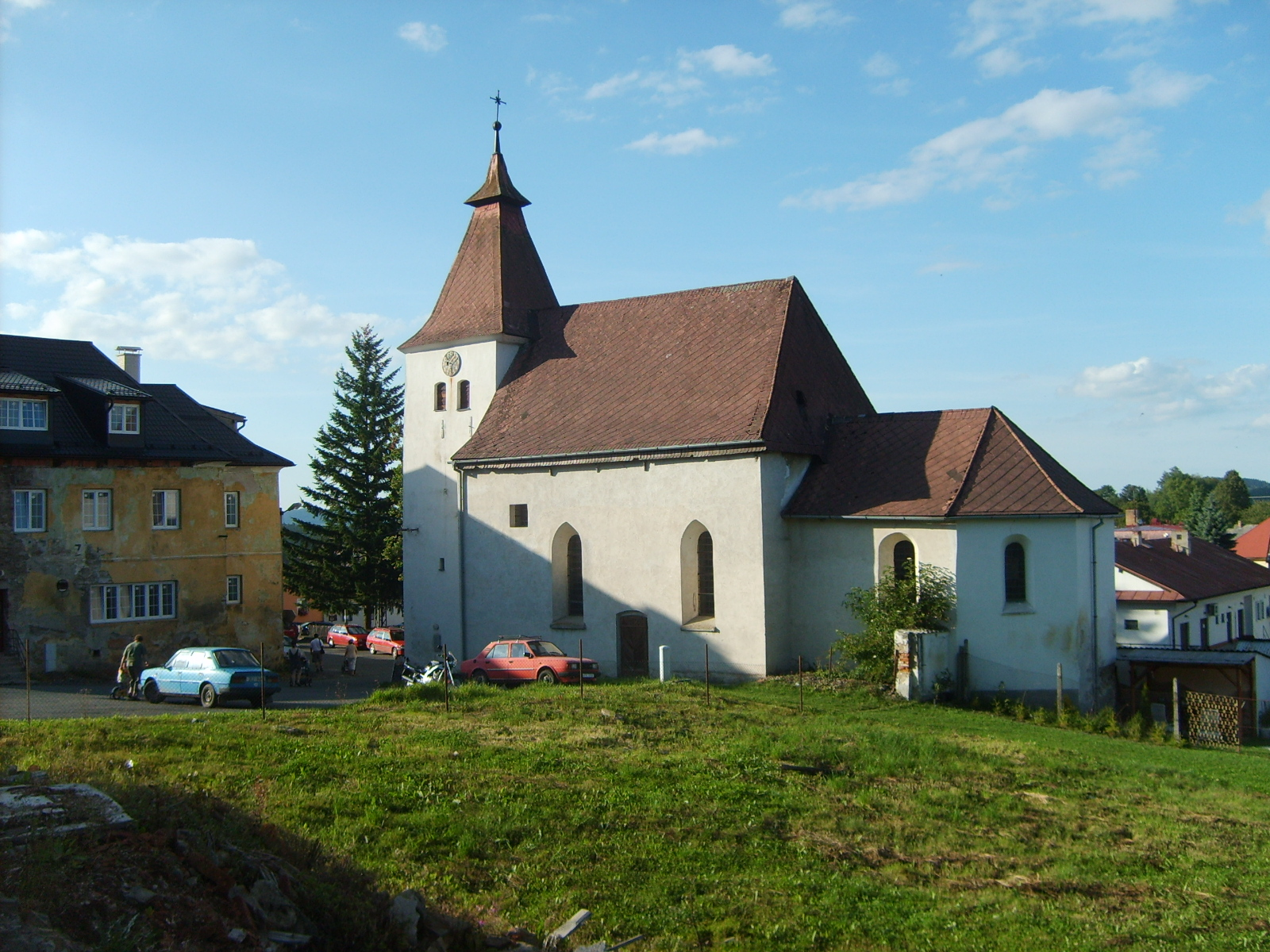
Kirche der hl. Katharina

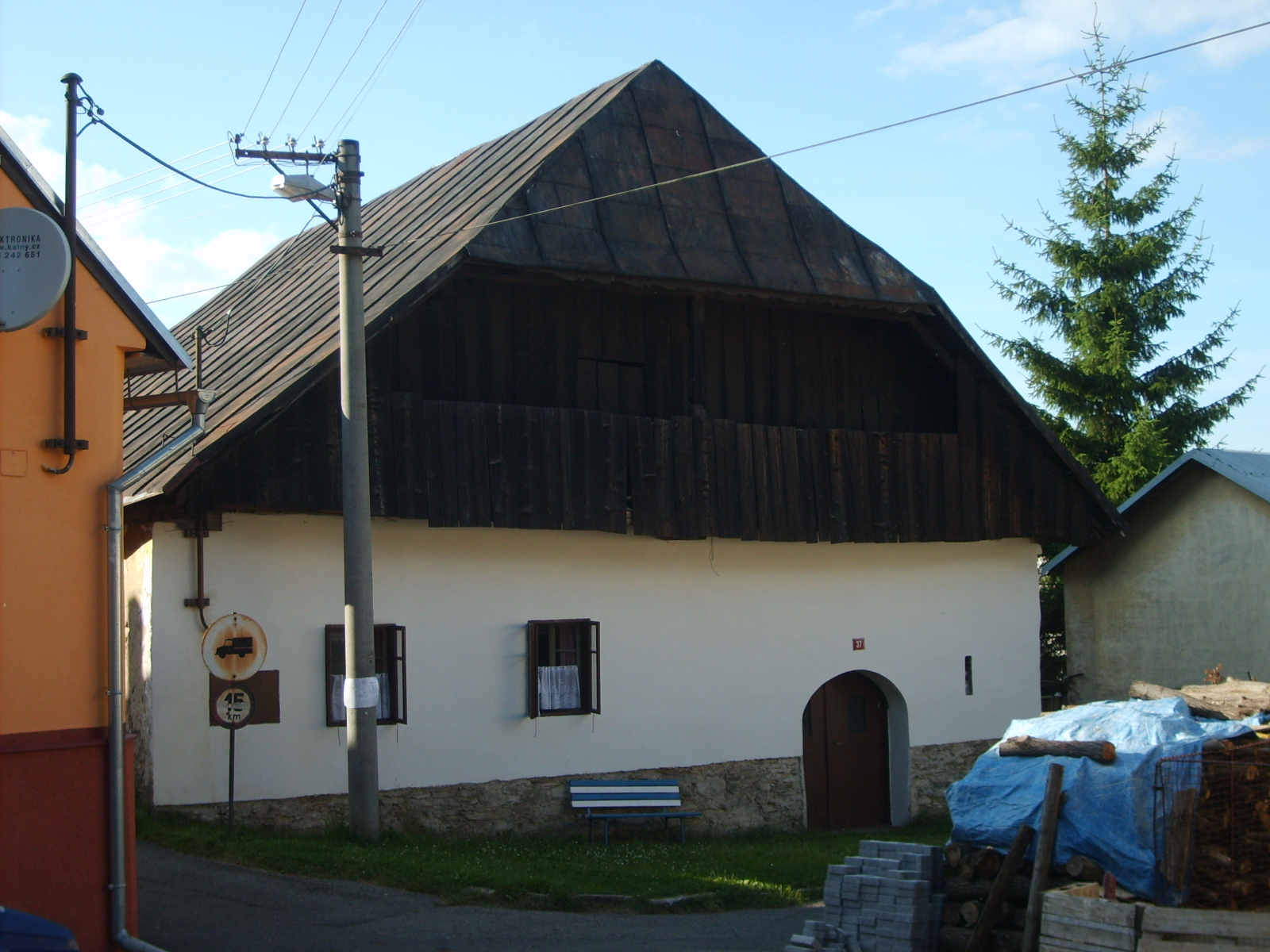
Böhmerwaldhaus Wallerner Typs am Markt

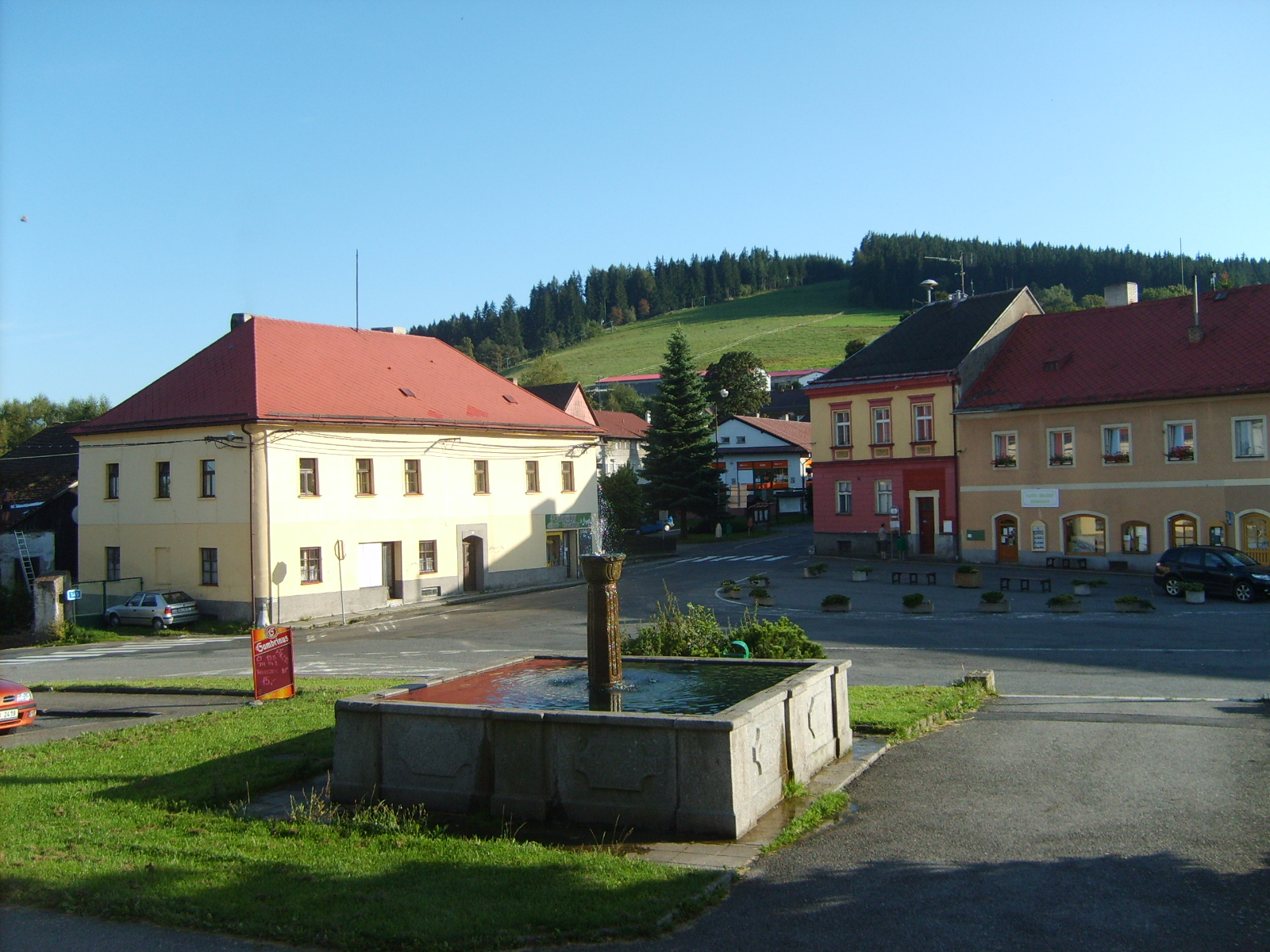
Brunnen, im Hintergrund die Hamižná

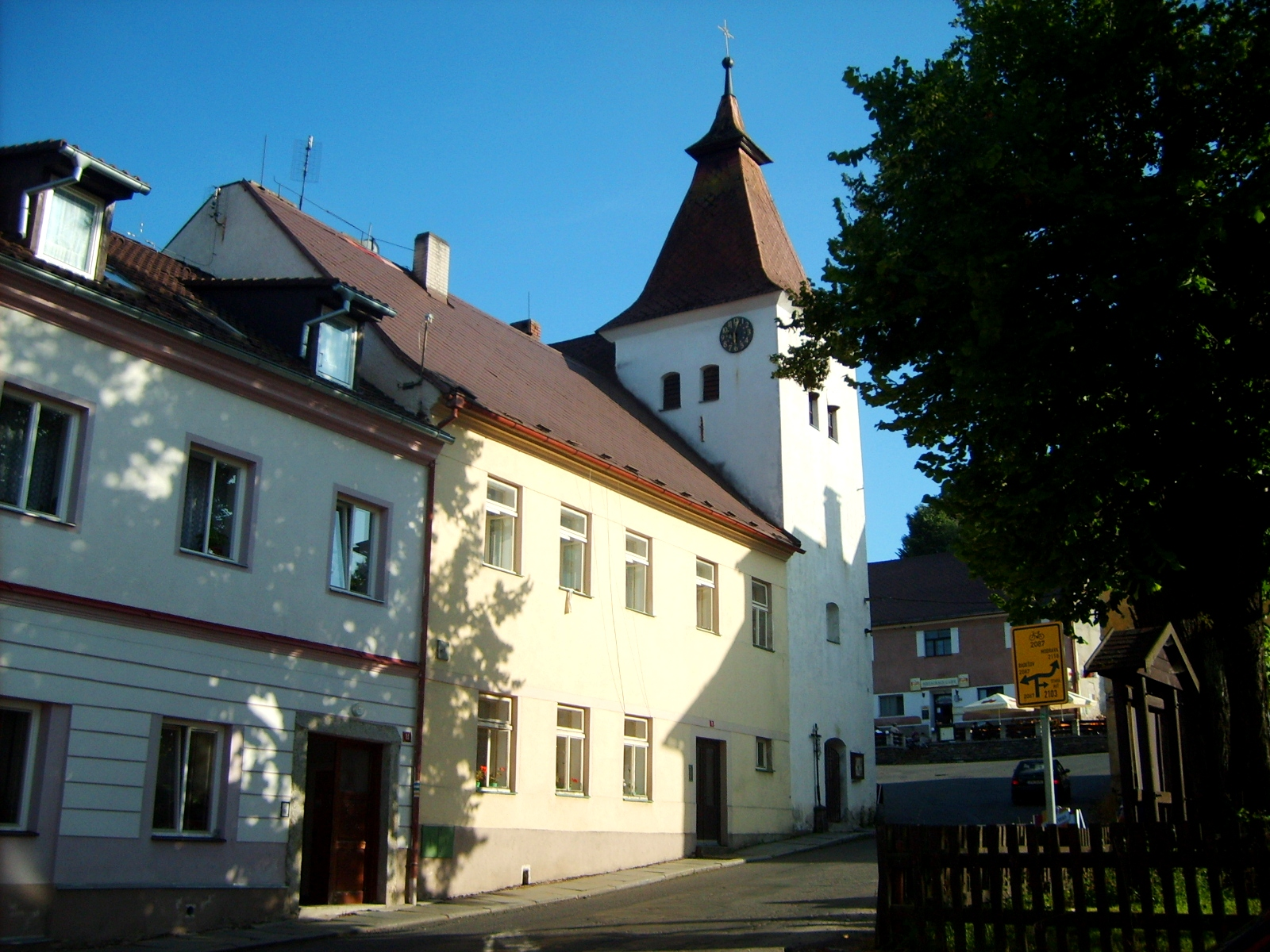
Markt

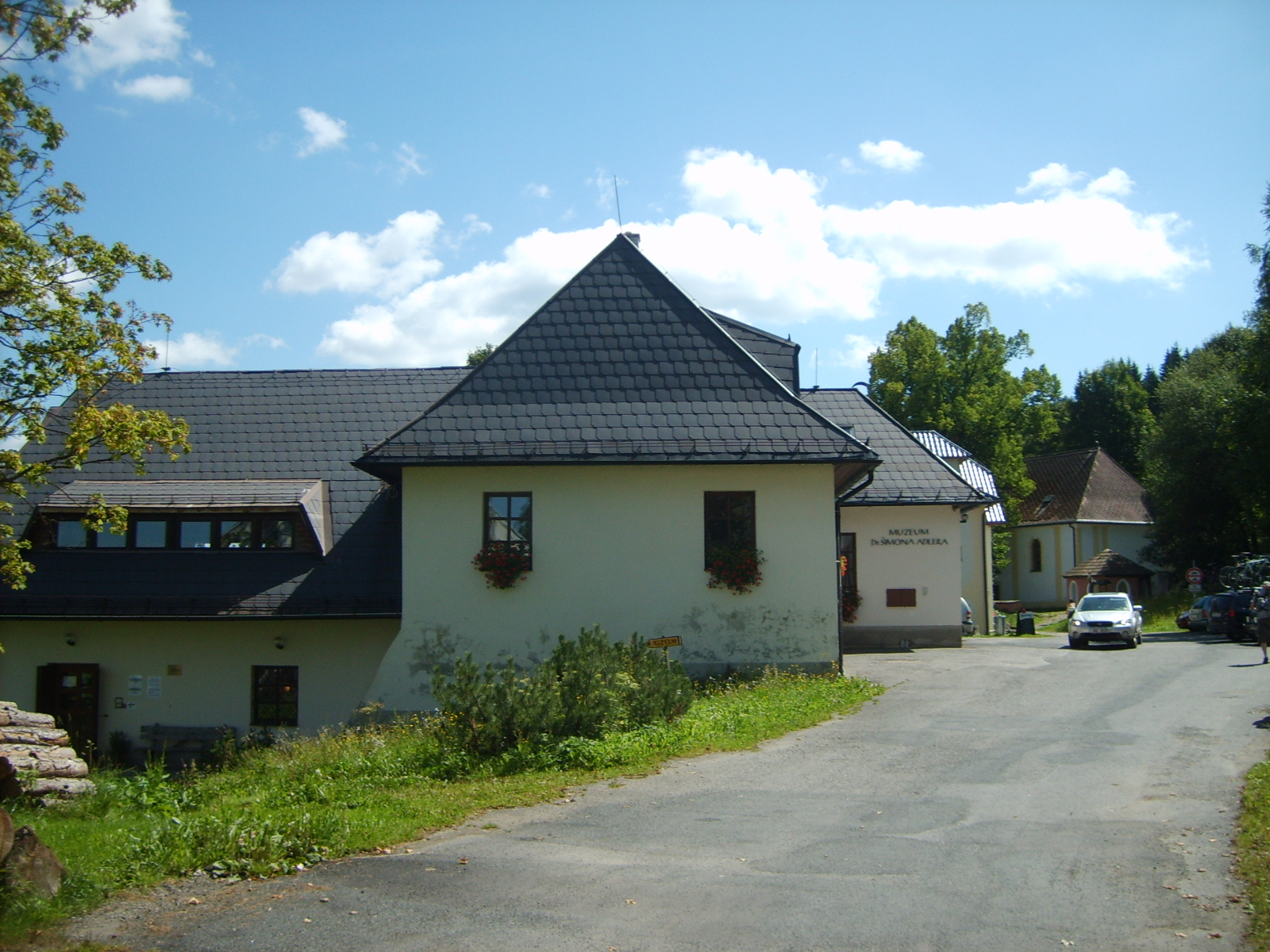
Šimon-Adler-Museum in Dobrá Voda

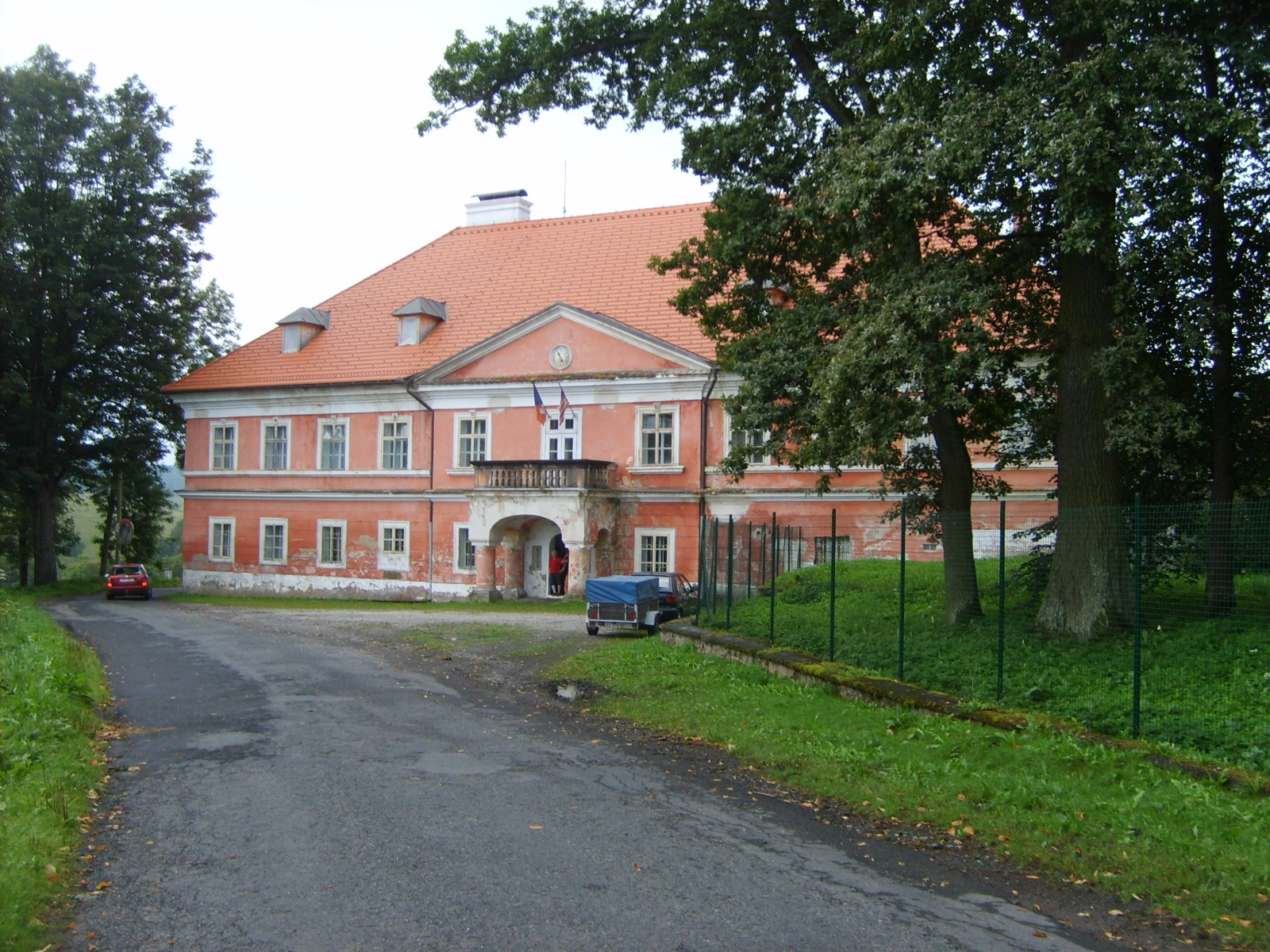
Schloss Kundratice

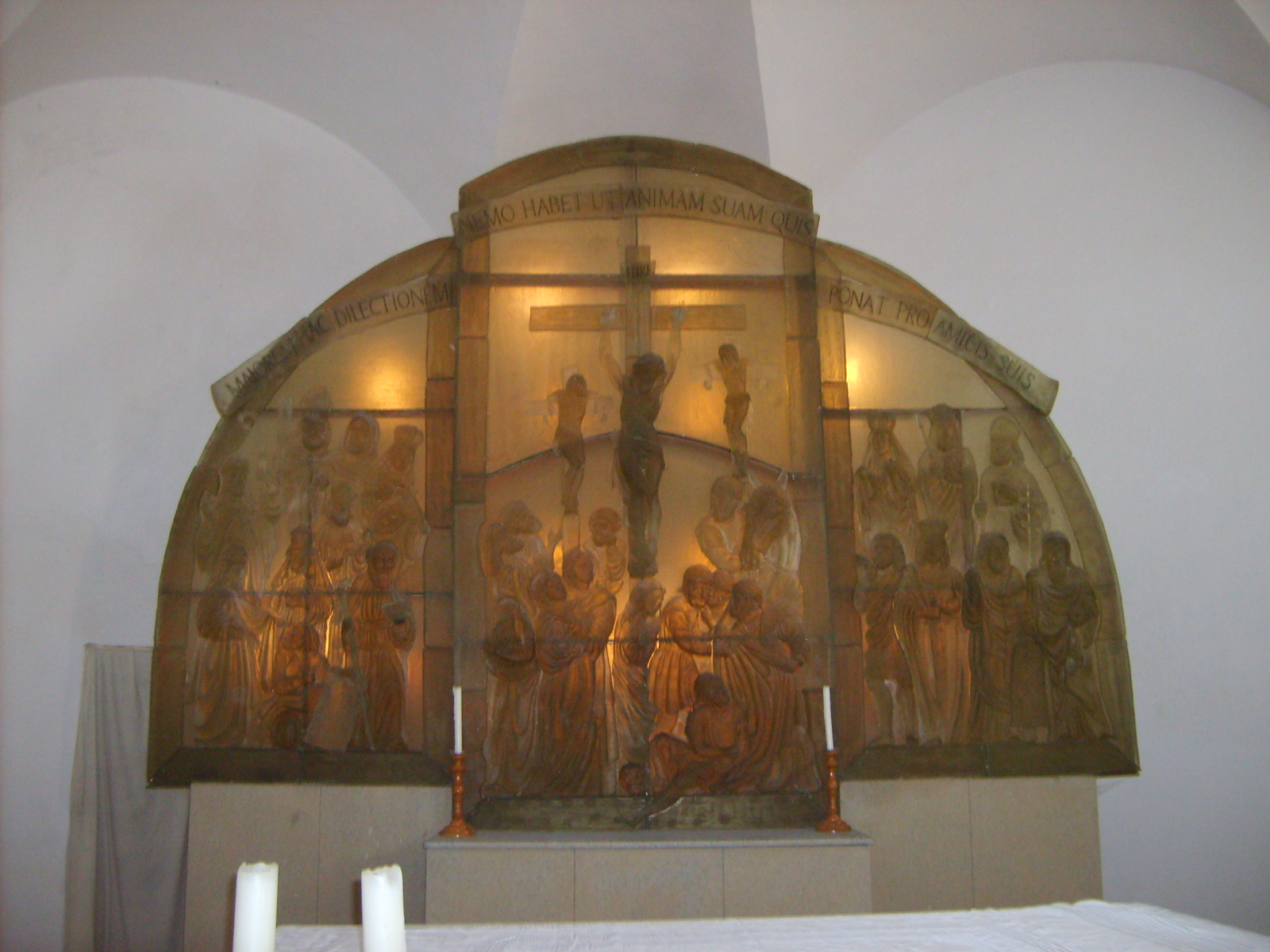
Gläserner Altar in Dobrá Voda

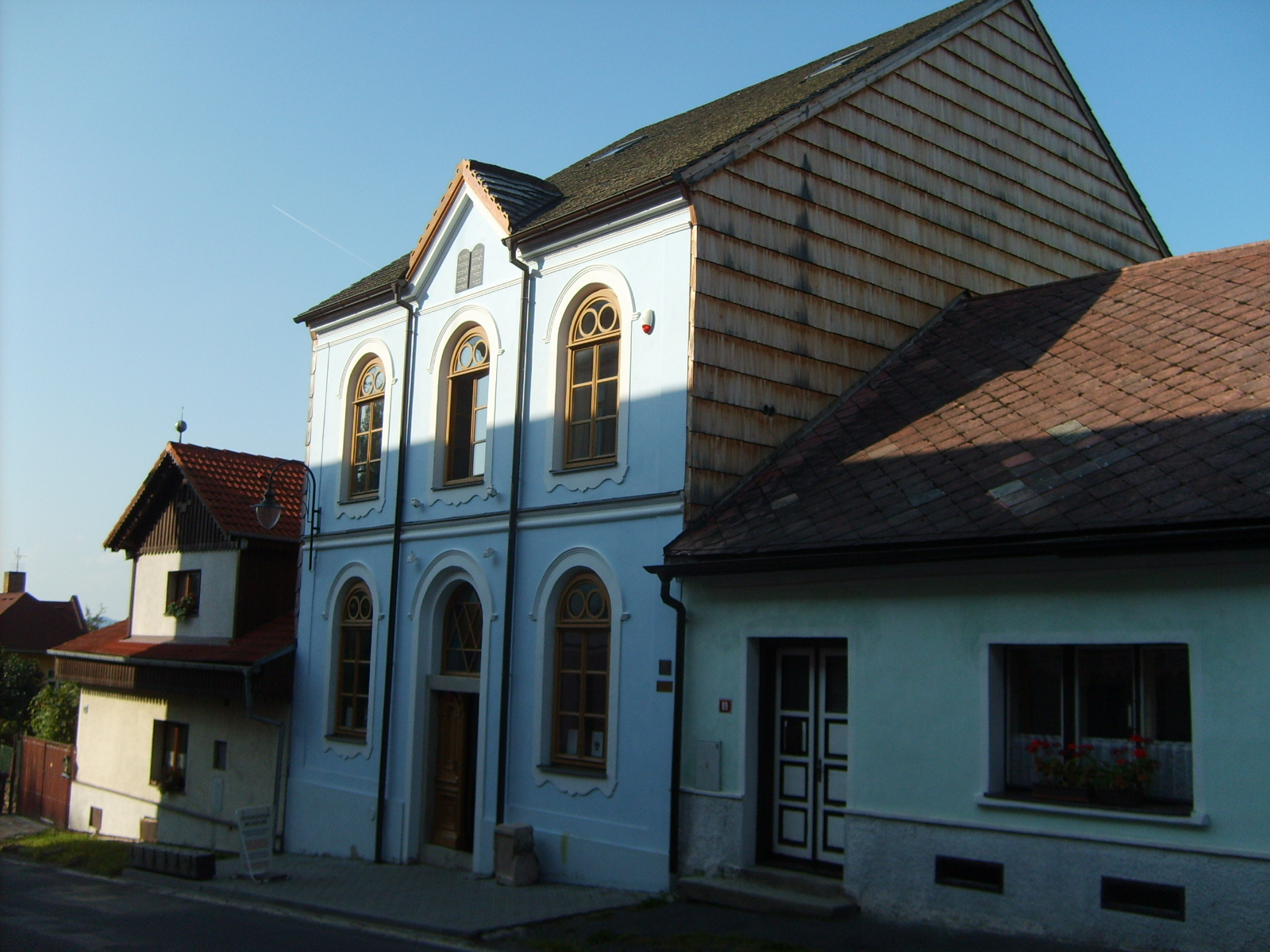
Bergsynagoge in Hartmanice

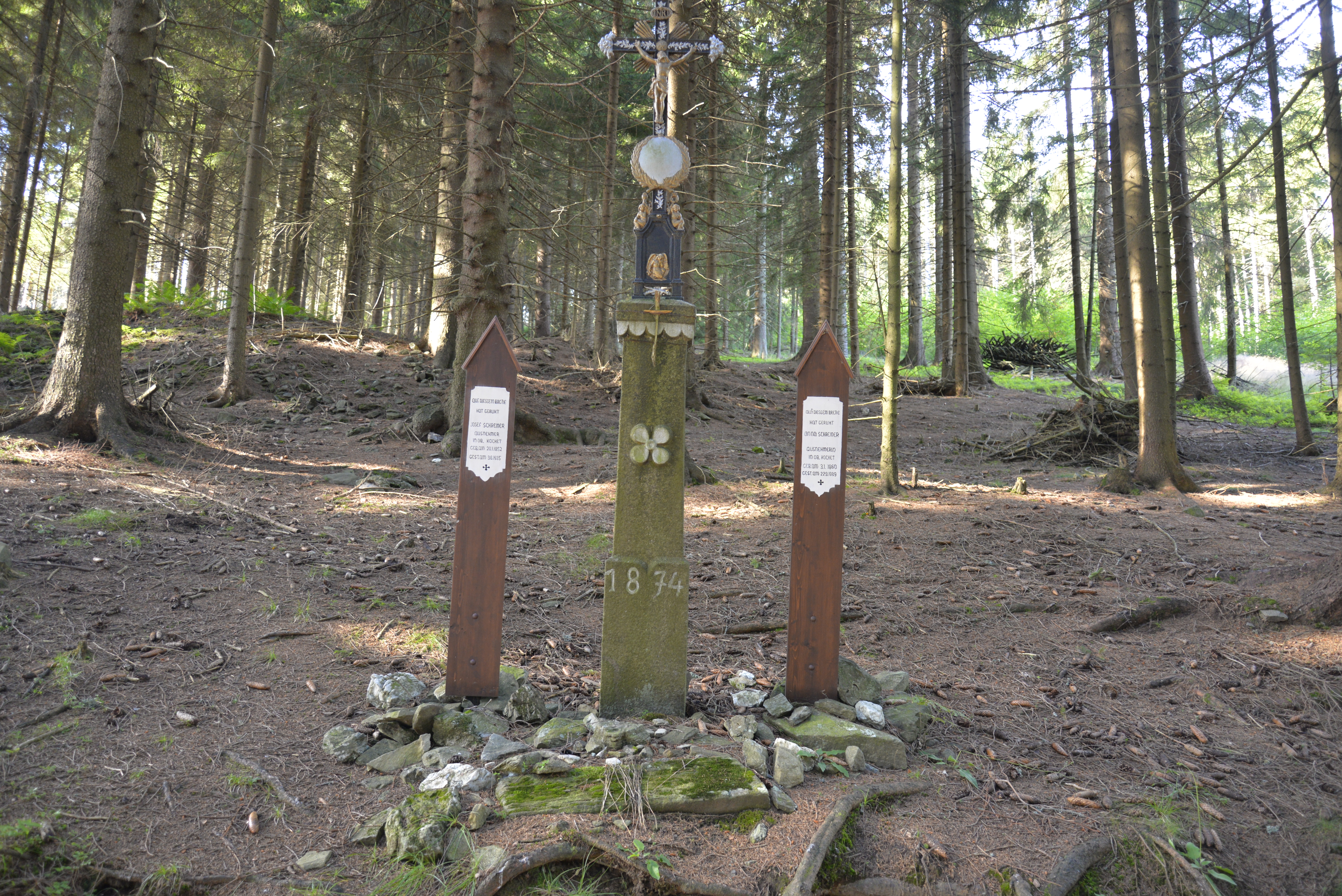
Totenbretter bei Kochánov

Hartmanice (deutsch Hartmanitz) ist eine Stadt in Tschechien. Sie liegt acht Kilometer nordwestlich von Kašperské Hory im Böhmerwald und gehört zum Okres Klatovy.

## Geographie

### Geographische Lage
Hartmanice befindet sich in 712 m ü. M. am nördlichen Fuße der Hamižná (Hamischberg, 853 m). Im Kernort entspringen der Bach Luční potok sowie ein kleiner Zufluss zur Volšovka. Höchste Erhebung auf dem Gemeindegebiet ist die Křemelná (Kiesleiten) mit 1125 m. Durch die Stadt führt die Straße II/145 zwischen Petrovice u Sušice und Kašperské Hory, von der im Ort die Straße II/190 nach Železná Ruda abzweigt.

### Gemeindegliederung
Die Stadt Hartmanice besteht aus den Ortsteilen Dobrá Voda (Gutwasser), Dolejší Krušec (Unterkörnsalz), Dolejší Těšov (Unterteschau), Hartmanice (Hartmanitz), Hořejší Krušec (Oberkörnsalz), Hořejší Těšov (Oberteschau), Chlum (Chumo), Javoří (Gaberle), Keply (Köppeln), Kochánov (Ober Kochet), Kříženec (Kriesenitz), Kundratice (Kundratitz), Loučová (Lukau), Malý Radkov (Ragersdorf), Mochov (Mochau), Palvinov (Pawinow), Prostřední Krušec (Mittelkörnsalz), Štěpanice (Stepanitz), Světlá (Zwieslau), Trpěšice (Trippischen), Vatětice (Watetitz), Vlastějov (Schwalben) und Zálužice (Audechen). Grundsiedlungseinheiten sind Bezděkov (Bezdekau), Dobrá Voda, Dolejší Těšov, Hartmanice, Hartmanice II, Hořejší Krušec, Hořejší Těšov, Chlum, Javoří, Keply, Kochánov, Kochánov III, Kříženec, Kundratice, Kundratice II, Loučová, Mochov, Palvinov, Paště (Waid), Prostřední Krušec, Štěpanice, Světlá, Vatětice, Vlastějov, Zálužice und Zálužice II. Daneben befindet sich auf dem Gemeindegebiet noch eine Vielzahl von Weilern und Einschichten, wie Busil (Kriegseisenhof), Dolní Chlum, Horní Chlum (Unter- und Oberchumo), Karlov (Pscheidl- oder Karlhof), Mírkov (Mirkau), Peklo (Hölldörfel), Pustina (Einöde), Radkov (Rathgebern), Rapatice (Rapatitz), Rovína (Ebene), Schöpfrův Dvůr (Schöpferhof), Velký Babylon (Groß Babylon), Zadní Chalupy (Hinterhäuser) und Žežulka (Scheschulkahof). Zu Hartmanice gehören außerdem die Wüstungen Blaselwies, Bošov (Boschau), Bystrá (Wunderbach), Kubíčkův Dvůr (Kubitschkahof), Lužná (Ebenwies), Malý Babylon (Klein Babylon), Na Kopečku (Bergl), Paštěcká Paseka (Waiderer Holzschlag), Přední Paště (Vorderwaid), Prostřední Paště (Mitterwaid), Staré Hutě (Althütten) und Zadní Paště (Hinterwaid).
Das Gemeindegebiet gliedert sich in die Katastralbezirke Bezděkov u Hartmanic, Dolejší Krušec, Dolejší Těšov, Hartmanice I, Hartmanice II, Hořejší Krušec, Hořejší Těšov, Chlum u Hartmanic, Javoří u Hartmanic, Kochánov II, Kochánov III, Kundratice I, Kundratice II, Loučová, Mochov u Hartmanic, Paště, Štěpanice, Světlá u Hartmanic, Světlá u Hartmanic, Vatětice, Vlastějov, Zálužice I und Zálužice II.

### Nachbargemeinden
Nachbarorte sind Chlum, Hořejší Krušec und Trpěšice im Norden, Palvinov im Osten, Kundratice und Štěpanice im Süden, Dobrá Voda im Südwesten, Karlov im Westen sowie Hořejší Těšov im Nordwesten.

## Geschichte
Die Siedlung am Handelsweg Goldener Steig von Passau nach Sušice entstand wahrscheinlich zu Beginn des 11. Jahrhunderts. Zuvor befand sich dort im 7. und 8. Jahrhundert die keltische Bergbausiedlung Gabreta.
Erstmals urkundlich erwähnt wurde Hartmanice 1219, ihr Besitzer war Peter von Artmanic. 1228 gelangte der Ort an Ulrich von Riesenberg. Unter Ottokar II. Přemysl wurde Hartmanice 1273 Teil des Böhmischen Kronbesitzes. 1320 wurde Hartmanice durch Johann von Luxemburg zur Königlichen Freien Bergstadt erhoben. Zwischen 1327 und 1331 entstand das Zollhaus am Fuße des Guntherfelsen (Březník). Im 15. Jahrhundert wurde Hartmanice Teil der Herrschaft Velhartice und 1603 zur Herrschaft Sušice zugeordnet. Kaiser Rudolf II. verlieh der Stadt 1607 mehrere Privilegien, darunter auch das Recht zum Führen eines Wappens. Der Dreißigjährige Krieg brachte den Goldbergbau zum Erliegen. Die Stadt wurde niedergebrannt und lag wüst.
In der zweiten Hälfte des 17. Jahrhunderts erfolgte die Wiederbesiedlung von Hartmanitz durch deutsche Siedler aus Bayern. Seit dieser Zeit sind aus Kundratitz jüdische Einwohner nachweisbar. Ab 1918 erfolgte der Zuzug tschechischsprachiger Bevölkerung. Im Jahre 1930 hatte die Marktgemeinde Hartmanitz 811 Einwohner.
Nach dem Münchner Abkommen 1938 wurde Hartmanitz als Teil des Landkreises Bergreichenstein in den bayerischen Bezirk Niederbayern und Oberpfalz eingegliedert. 1939 lebten in Hartmanitz 796 Menschen. Im April 1945 führte der Todesmarsch der Häftlinge des KZ-Außenlagers Helmbrechts durch die Stadt, auf dem früheren jüdischen Friedhof befinden sich Gräber von Opfern dieses Zuges. Nach Kämpfen gegen die SS besetzen im Mai 1945 schließlich Truppen der US-Armee die Stadt, ehe sie an sowjetische und tschechische Behörden übergeben wurde. In den Jahren 1945 und 1946 wurde die deutschsprachige Bevölkerung vertrieben. Ihr Vermögen durch das Beneš-Dekret Nr. 108 konfisziert und die katholische Stadtkirche in der Tschechoslowakei enteignet. Seit 1948 gehörte Hartmanice zur Grenzzone und war ein Standort von Grenztruppen der Tschechoslowakischen Armee zur Absicherung des in den Wäldern des Böhmerwaldes errichteten Eisernen Vorhangs. Südlich der Stadt befand sich von 1948 bis 1991 das militärische Sperrgebiet des Truppenübungsplatzes Dobrá Voda.
Im Jahre 1992 erfolgte die erneute Verleihung der Stadtrechte.

### Jüdische Gemeinde
In Hartmanitz entstand im 19. Jahrhundert eine größere jüdische Gemeinde, die sich 1883 eine Synagoge errichtete. 1890 stellten die Juden 13 % der Bevölkerung der Stadt dar. Die jüdische Gemeinde besaß auch einen Friedhof, der 1870 errichtet wurde.
Die Synagoge wurde 1938 geschlossen, blieb aber im Gegensatz zu den meisten jüdischen Gebetshäusern im Dritten Reich erhalten. In ihr wurde ein Tischlereibetrieb eingerichtet. Die jüdische Gemeinde wurde ausgelöscht. Nach dem Ende des Zweiten Weltkrieges und der Wiedererrichtung der Tschechoslowakei diente die Synagoge zunächst weiter als Produktionsstätte, dann als Reifenlager der Tschechoslowakischen Armee. Die Samtene Revolution führte auch zum Erhalt des zum Abriss vorgesehenen desolaten Bauwerkes. Nach einer Privatisierung in den 1990er-Jahren schritt der Verfall weiter, sodass sich 2002 eine Bürgerinitiative Gedenkstätte Hartmanitz gründete, deren Ziel der Erhalt der Synagoge und ihre Nutzung als Ausstellungsstätte ist. Nach Abschluss der Sanierungsarbeiten erfolgte im Mai 2006 die Eröffnung der Gedenkstätte.

## Partnerstädte
- Affoltern im Emmental, Schweiz
- Rainbach im Mühlkreis, Österreich
- Rinchnach, Deutschland

## Kultur und Sehenswürdigkeiten
- Katharinenkirche, gotischer Bau aus dem 15. Jahrhundert, im 18. Jahrhundert mit einer barocken Ausstattung versehen, bedeutendstes Baudenkmal der Stadt
- Säule des Hl. Johannes von Nepomuk
- steinerner Brunnen auf dem Marktplatz
- Naturreservat Hamižná, mit alten Goldgruben am Berghang, der Berg gilt auch als archäologische Fundstätte
- alter Stollen, drei Kilometer westlich der Stadt
- Guntherkapelle unterhalb des Vintířova skála (Guntherfelsen) am Březník (Gunthersberg) bei Dobrá Voda, der heilige Gunther hat im 11. Jahrhundert als Einsiedler an dem Berg gelebt.
- Kirche des Hl. Gunther in Dobrá Voda, das Bauwerk entstand im 18. Jahrhundert an der Stelle einer Kapelle aus dem 12. Jahrhundert. Seit 2003 befindet sich in der Kirche ein von der Künstlerin Vladěna Tesařová geschaffener gläserner Altar und ein gläserner Kreuzweg
- Šimon-Adler-Museum in Dobrá Voda, 1997 eingerichtet, es zeigt Expositionen zur jüdischen Kultur im Westböhmen und zur Familie Adler
- Schloss Dolejší Krušec
- Schloss Hořejší Krušec
- Schloss Karlov
- Schloss Kundratice
- Schloss Loučová
- Schloss Dolejší Těšov
- Totenbretter bei Kochánov

## Persönlichkeiten

### Söhne und Töchter der Stadt
- Adolf Hasenöhrl (1911–1989), deutscher Politiker (SPD)
- Horst Rankl (* 1940), deutscher Schriftsteller, Schauspieler und Regisseur

### Im Ort lebten und wirkten
- Gunther (Heiliger) (um 955–1045), Benediktinermönch und Einsiedler